# Huaca
Huaca è un termine quechua con cui gli inca definivano luoghi, oggetti o esseri animati ritenuti sacri.
Il vocabolo huaca viene, letteralmente, tradotto con "Ydolos" (idoli in italiano) nel fondamentale dizionario «quechua-castellano» scritto nel 1608 da Diego de Gonçález Holguín.

## Tipologia delle huaca
Le huaca erano di varie specie. Poteva trattarsi di luoghi naturali, quali fonti o sorgenti, come pure di montagne particolarmente imponenti.
Erano huaca alcuni templi e gli idoli in essi racchiusi, le spoglie degli antenati, le offerte rituali e i loro resti in quanto considerate trascendenti la natura terrena perché giunti a contatto con la divinità.
Due carceri, ripiene di animali selvaggi, che erano usate al Cusco per una sorta di ordalia a cui dovevano sottoporsi i prigionieri di guerra, erano anch'esse considerate huaca.
Erano infine stimate huaca tutte le forme inusitate o mostruose con cui si manifestava la natura: fossero esse pietre di un disegno particolare o animali di aspetto non conforme ai canoni abituali. Gli antichi peruviani ritenevano infatti che tali aberrazioni stessero ad indicare la volontà, della forza superiore che reggeva il creato, di distinguere tali forme.
Essi non potevano conoscere lo scopo di tale manifestazione, ma pensavano di doverne prendere atto, riservando a queste huaca devozione e onore. Per questo tutto quello che usciva dall'ordinario era guardato con rispetto, è il caso dei gemelli umani o dei bambini con più di cinque dita che denotavano, per queste caratteristiche, un particolare disegno del principio superiore che regolava l'universo.

## Individuazione delle huaca
Era compito dei sacerdoti, attraverso speciali riti e grazie a particolari conoscenze di individuare queste huaca e indicarle alla venerazione del popolo.
Anche l'Inca supremo, peraltro, aveva il potere di indicare come huaca alcune di queste forme inusitate.
Scorrendo le cronache sulla vita dei singoli Qhapaq Inca si incontrano numerosi esempi dell'esercizio di questa potestà da parte dei sovrani, anche in epoche non più mitologiche, ma decisamente storiche.

## Natura delle huaca
Si stimava che le huaca conservassero in sé il potere che le aveva create e che fossero in grado di influire sulle vicende della vita umana.

Alcune di esse erano reputate particolarmente inclini a favorire alcuni aspetti particolari dell'esistenza. Così, ad esempio, una speciale huaca veniva invocata per la fertilità delle donne e un'altra, che si riteneva responsabile delle grandinate perché si astenesse dall'inviarle durante la stagione dei raccolti.
Esisteva, al centro del Cuzco, anche una huaca responsabile delle piogge e un'altra capace di provocare i terremoti.
Vi erano huaca importanti onorate da tutto l'impero ed altre proprie di un singolo villaggio, ma tutte ricevevano, seppure in maniera difforme, venerazione ed onori.

## Sacrifici alle huaca
Alle huaca venivano offerti sacrifici periodici. Questi sacrifici erano diversi da huaca a huaca e potevano andare dalla semplice offerta di prodotti agricoli o di conchiglie, fino al sacrificio di animali. 
In alcuni casi, peraltro limitati, si arrivava perfino a sacrificare dei fanciulli in onore delle più prestigiose.
Gli inca avevano creato una specie di geografia sacra per onorare tutte le huaca del loro impero.
Dal Cuzco, o più esattamente dal tempio di Coricancha, si dipartiva, a raggiera,  una sorta di linee immaginarie lungo il cui percorso erano situate le huaca ufficiali dello Stato. Ognuna di queste linee, dette ceque, era appannaggio di una determinata famiglia che aveva l'incarico di provvedere alla manutenzione e ai sacrifici dei luoghi consacrati di pertinenza.

## Considerazioni sul concetto di huaca
Il culto delle huaca, molto sentito da parte delle popolazioni dell'epoca, non va però confuso con gli aspetti più elevati della religione incaica.
Ci si interroga ancora per sapere se le huaca erano considerate una sorta di divinità minori oppure soltanto dei luoghi o degli oggetti consacrati.
Il “Gesuita anonimo”, da molti ritenuto padre Blas Valera e con lui Garcilaso Inca de la Vega, negano recisamente che alle huaca venisse attribuita una propria personalità individuale e assicurano che non erano ritenute esseri viventi. Secondo questi autori le huaca erano reputate come il risultato di una volontà divina che le aveva create per esercitare la funzione di santuari.
Altri investigatori dell'epoca, come ad esempio padre Bernabe Cobo, ritengono, invece, che fossero concepite come delle vere e proprie deità a sé stanti, seppure con limitati poteri.
Le leggende raccolte nelle varie cronache sembrano avvalorare piuttosto la tesi di Cobo. Si ricorda, ad esempio, l'episodio di Mayta Capac - il quarto sovrano della dinastia - che avrebbe voluto distruggerle, ma che non era riuscito nell'intento perché, avvertite dei suoi propositi, esse erano fuggite dal Cusco urlando per il terrore.
Certe pietre, inoltre, erano considerate figlie di altre e si conservava una loro genealogia. Molte, infine, venivano credute il risultato di una trasformazione litica di persone od eroi che erano realmente esistiti.
Per contro, l'attribuzione di una sorta di vita personalizzata per alcune huaca, come i templi o certe abitazioni, è di difficile comprensione e si giustifica meglio con le osservazioni di padre Blas Valera, ma questa interpretazione non può essere generalizzata.
Probabilmente l'antico peruviano ammetteva entrambe le ipotesi adattando l'uno o l'altro concetto a seconda della singola huaca considerata.

In entrambi i casi, però, le huaca non godevano, presso gli inca, della considerazione di un potere autonomo. La loro sacralità, fossero esse cose, come pure esseri animati, era sempre dovuta all'intervento e alla volontà di un principio superiore da cui derivava il potere magico o divino che in qualche modo era stato loro donato.

## Moderne teorie
Un interessante parallelo tra la percezione inca delle huaca e il concetto del “mana” presso i Melanesiani  e i Polinesiani, è stato suggerito dall'illustre studioso ecuadoriano Jacinto Jijon y Caamaño.
Osservato che per gli abitanti delle isole del Pacifico la parola mana esprime un senso di potere soprannaturale e di autorità divina, questo autore, sia pur con opportuni distinguo, ha evidenziato un identico modo di sentire presso gli antichi abitanti del Perù. Secondo questa teoria per huaca dovrebbe quindi intendersi una sorta di qualità sovrannaturale, quasi una specie di forza attiva posseduta da alcune forme terrestri che le porrebbe molto al di sopra della condizione umana.